# Scultura gotica

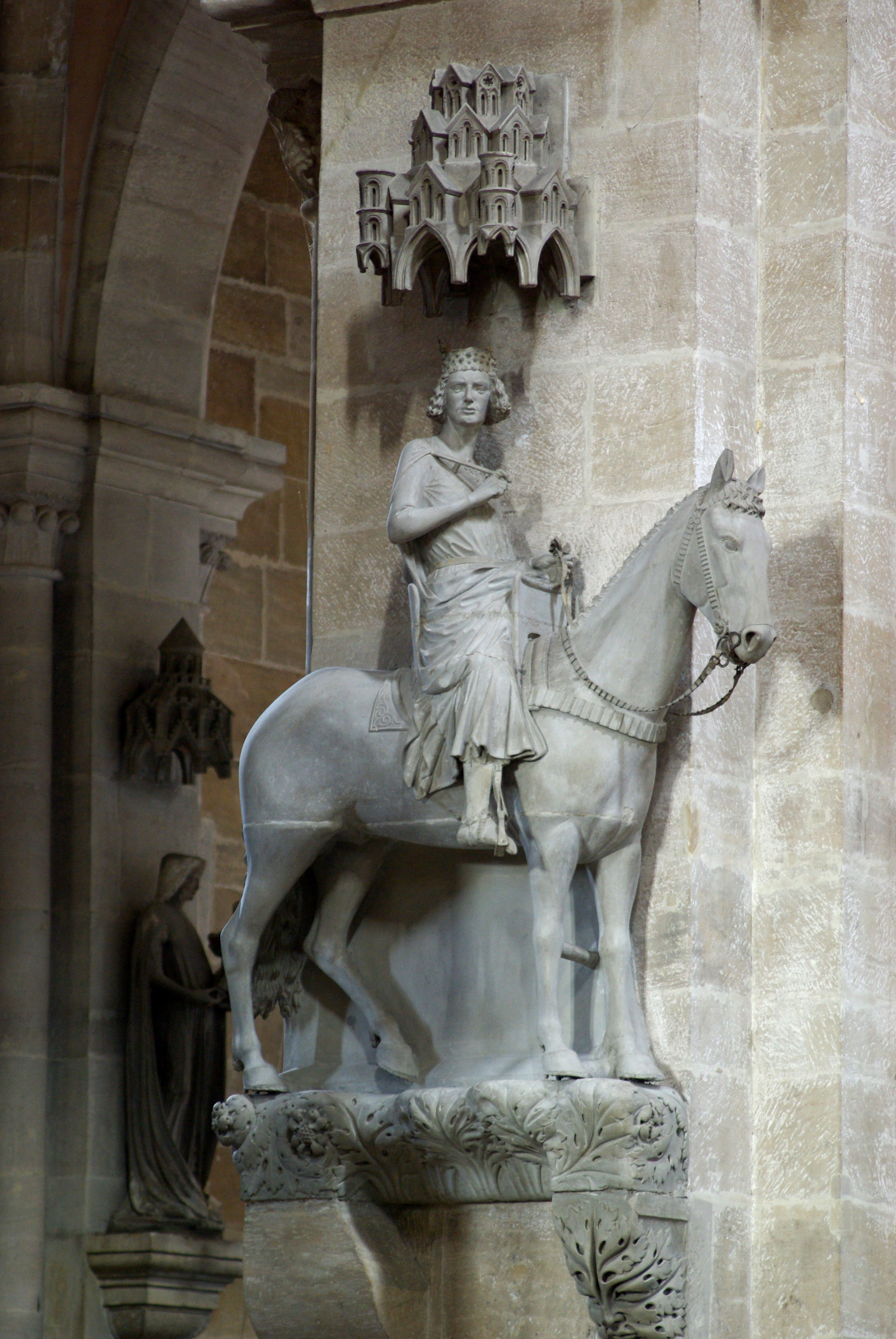
Cavaliere di Bamberga, ante 1237, altezza 2,67 m, cattedrale di Bamberga

La scultura gotica viene inquadrata nel periodo tra il XII e il XIV secolo circa.
Anche in scultura gli artisti di epoca gotica si mossero a partire dalle conquiste del secolo precedente, l'epoca romanica, quali la ritrovata monumentalità, l'attenzione per la figura umana, il recupero della plasticità e del senso del volume. Le innovazioni furono radicali e si pervenne dopo molti secoli ad una rappresentazione della figura umana finalmente realistica e aggraziata. Il ruolo della scultura rimase però quello che le era stato consegnato durante il periodo precedente, cioè quello di ornamento dell'architettura, con una fruizione indipendente ancora inconcepibile. Importante restò anche la funzione didascalica con le cosiddette Bibbie di pietra che istruivano i fedeli analfabeti.
Gradualmente la disposizione delle sculture nella costruzione architettonica divenne più complessa e scenografica. Gli episodi più importanti di scultura furono, come in età romanica, i portali delle cattedrali, dove venivano rappresentati solitamente i personaggi dell'Antico Testamento e del Nuovo Testamento.
Un fondamentale passaggio è il fatto che nel periodo gotico le sculture iniziano a non essere più inglobate integralmente nello spazio architettonico (sia lo stipite di un portale o un capitello...), ma iniziano ad affrancarsi venendo semplicemente addossate ai vari elementi portanti. Comparvero così le prime statue a tutto tondo, anche se inizialmente non erano apprezzabili indipendentemente e isolate. Può darsi che fosse ancora latente il retaggio della lotta al paganesimo, che venerava statue a tutto tondo come divinità, in ogni caso, fino al Rinascimento italiano, le statue furono sempre collocate a ridosso di pareti, entro nicchie, e sotto gli architravi, come cariatidi e telamoni.
I principali indirizzi nuovi verso i quali si mosse la scultura in epoca gotica furono il maggiore naturalismo, il timido recupero dei modelli classici, il gusto per i giochi lineari e lucenti.

## Francia

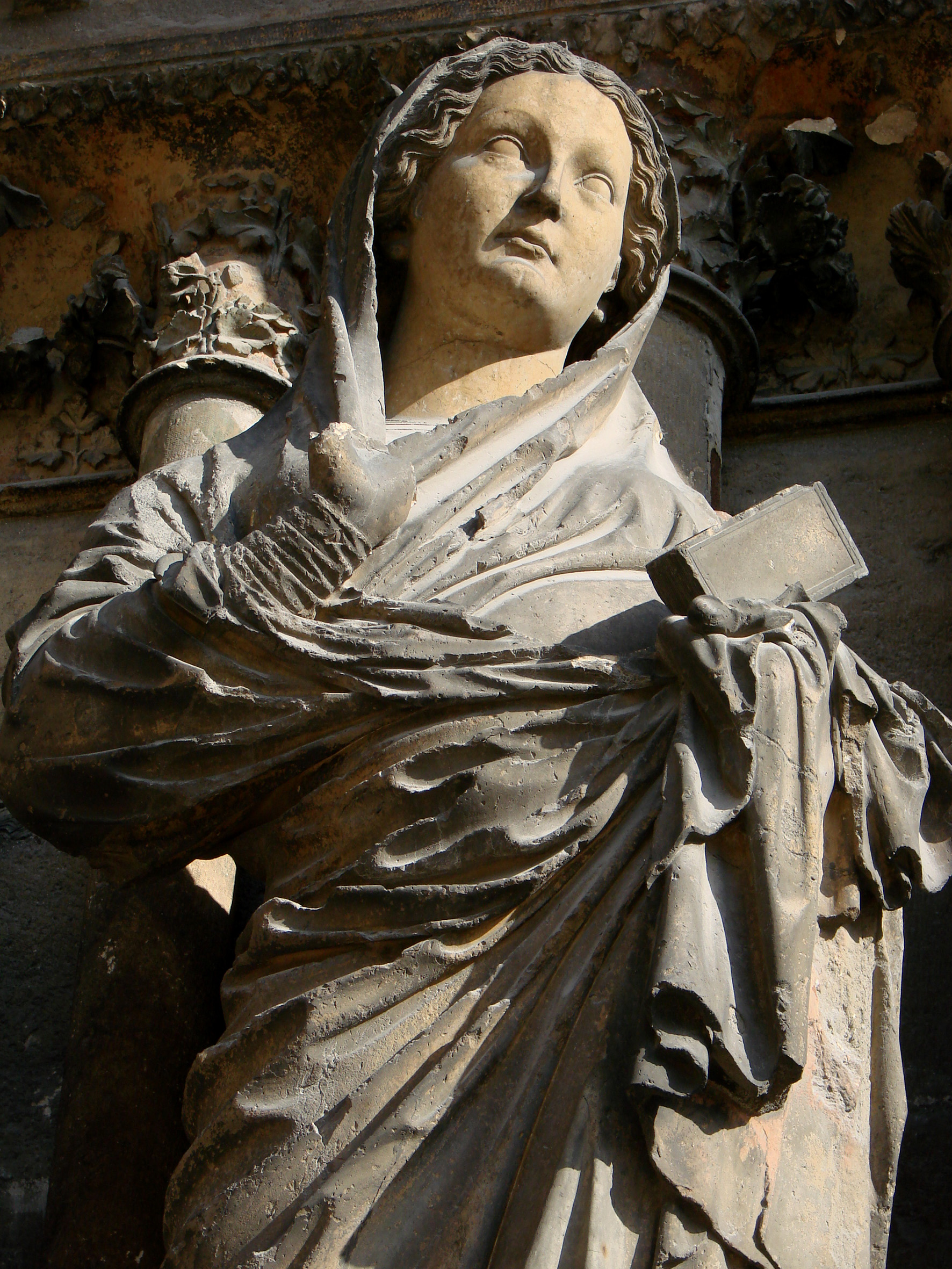
Dettaglio della Visitazione nel portale della cattedrale di Reims

La scultura francese raggiunse il suo apogeo tra il 1150 e il 1250, per poi orientarsi verso raffigurazioni più lineari, astratte ed aristocratiche.
Da un punto di vista stilistico, i tratti innovativi della scultura gotica furono meno evidenti rispetto a quelli introdotti in architettura, ma non meno ricchi di conseguenze sugli sviluppi successivi della storia dell'arte.
Se da una parte la figura si slancia notevolmente in lunghezza e il modellato vive di giochi totalmente nuovi come i virtuosistici e talvolta improbabili panneggi, dall'altro si tornò a rappresentazioni plausibili del movimento corporeo, delle espressioni facciali, delle fisionomie individuali, con un'attenzione dell'artista al naturalismo mai conosciuta in epoche precedenti, che negli esempi migliori (come nel portale della Cattedrale di Reims, del 1250 circa, o nelle opere di Nicola Pisano) arriva ad essere accostabile alla ritrattistica romana. Ciò è tanto più importante poiché precede di alcuni decenni gli stessi raggiungimenti in campo pittorico.
Rispetto al classicismo comunque va rilevata una diversa inquietudine espressiva, una certa spigolosità delle forme e dei panneggi, un uso irrequieto degli effetti chiaroscurali

## Germania
La scultura gotica tedesca si sviluppò tra la prima metà del XIII secolo e il XVI secolo inoltrato, distinguendosi per una forte autonomia stilistica rispetto ai modelli francesi e per una progressiva emancipazione dal contesto architettonico. Le prime opere significative si trovano nella cattedrale di Strasburgo e nel duomo di Bamberga, dove il celebre Cavaliere di Bamberga (1240 circa) rappresenta uno dei capolavori assoluti dell'arte medievale.
Un ruolo fondamentale ebbe anche il Maestro di Naumburg, attivo tra il 1245 e il 1260, autore delle statue dei donatori nella cattedrale di Naumburg, considerati tra le più alte espressioni del naturalismo gotico. Nel XIV secolo si affermarono scuole regionali in Svevia, Assia e Turingia, caratterizzate da un'intensa resa espressiva e da un progressivo distacco dal romanico.
Il tardo gotico vide la fioritura della scultura lignea, degli altari a portelle intagliati e delle Vesperbilder, con artisti come Tilman Riemenschneider, Jörg Syrlin il Vecchio, Veit Stoss e Hans Leinberger. Le loro opere combinano realismo anatomico, introspezione psicologica e attenzione per la devozione personale, rispecchiando lo spirito della Devotio moderna.
Tra le opere salienti della scultura gotica tedesca si segnalano numerosi altari scolpiti, come l'Altare del Sacro Sangue (1499–1505) di Riemenschneider a Rothenburg ob der Tauber e l'Altare dell'Assunzione della Vergine (1505–1510) a Creglingen, capolavori di scultura lignea di eccezionale qualità espressiva e compositiva. Altrettanto significativi sono i monumenti sepolcrali, come l'Epitafio di Rudolf II von Scherenberg (1496) a Würzburg, esempio emblematico dell’arte funeraria monumentale. In ambito devozionale, la tradizione tedesca ha prodotto immagini intense come le Vesperbilder e varie Madonne, spesso scolpite in legno e dipinte, come la Madonna della torre dei Frisoni (1370–1380) ora al Museum Schnütgen di Colonia. Queste opere erano destinate tanto al culto privato quanto alle cappelle parrocchiali e ai santuari.
Con l'arrivo della Riforma protestante e l'affermarsi del Rinascimento, la scultura gotica entrò in declino, pur sopravvivendo in ambito alpino e popolare fino al XVII secolo.

## Italia
I fermenti classici risvegliati dagli artisti d'oltralpe, grazie al recupero del principio d'assialità, nel frattempo però attecchirono in Italia, dove proprio a partire dalla seconda metà del XIII secolo nacquero importanti scuole scultoree in Emilia, in Puglia e in Toscana.

### Benedetto Antelami

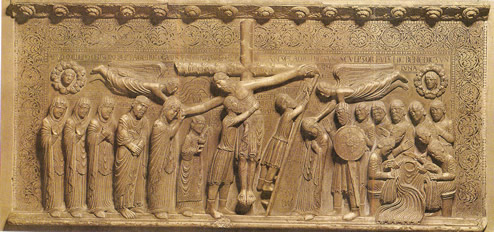
La Deposizione di Benedetto Antelami del Duomo di Parma

Benedetto Antelami è considerato la figura al confine tra la scultura romanica e quella gotica, sia per datazione che per stile. Probabilmente ebbe modo di visitare i cantieri provenzali.
Lavorò al complesso monumentale della Cattedrale di Parma almeno dal 1178, come figura nella lastra della Deposizione dalla croce proveniente da un pontile smembrato. In questo celebre pannello egli raffigurò il momento nel quale il corpo di Cristo viene calato dalla croce, con un'iconografia originale, che mischiava scene tratte da più episodi della passione, con una raffinata esecuzione ed un risultato nella modellazione dei corpi umani meno tozzo delle figure di Wiligelmo.
Rispetto al maestro modenese è invece inferiore la dinamica della scena, con le figure ferme in pose espressive. L'impressione di spazialità data dai due piani sovrapposti sui quali sono posti i soldati che tirano a sorte le vesti è il primo esempio del genere in Italia.
Nel 1180-1190 fu con la bottega a Fidenza dove decorò la facciata del Duomo con vari rilievi, tra i quali spiccano le statue a tutto tondo dei due Profeti entro nicchie accanto al portale centrale: la ripresa della scultura a tutto tondo (sebbene in questo caso la collocazione architettonica non permetta allo spettatore di apprezzarne più punti di vista) non ha precedenti sin dalla statuaria tardo-antica, né seguito fino a Donatello.
Il suo capolavoro è il Battistero di Parma (dal 1196), forse influenzato da quello pisano, dove le sculture creano un unico insieme sia all'interno che all'esterno, con un ciclo che si può schematizzare nella trattazione della vita umana e della sua redenzione. Il migliore seguace dell'Antelami conosciuto è il Maestro dei Mesi, che scolpì un ciclo di Mesi per il Duomo di Ferrara dove il realismo delle figure è ancora più spinto e denota un prolifico studio dal vero dei soggetti.

### Alla corte di Federico II
|  |  |

L'Imperatore Federico II, tra le più importanti personalità del XIII secolo, decise di fissare la sua residenza nel meridione d'Italia, spostandosi in più centri dalla Puglia alla Sicilia. Essendo un generoso mecenate ospitò alla sua corte numerosi artisti che ebbero probabilmente modo di spostarsi con lui nei suoi soggiorni in Germania (a più riprese tra il 1212 e il 1226): ci fu un contatto con le novità del gotico tedesco, che proprio in quegli anni produceva opere di rinnovato naturalismo come il San Giorgio a cavallo del Duomo di Bamberga (ante 1237, alto 267 cm), dove era raffigurato uno pseudo ritratto onorario dell'Imperatore stesso riprendendo l'iconografia delle statue equestri antiche. Inoltre Federico II invitò nel sud-Italia i cistercensi già nel 1224, i quali diffusero il loro sobrio stile gotico nell'architettura (abbazia di Murgo dal 1224).
Oltre alla ricezione delle novità gotiche Federico promosse anche attivamente il recupero di modelli classici, sia riusando opere antiche, sia facendone fare di nuove secondo i canoni romani: per esempio le monete auree da lui fatte coniare (gli augustali) presentano il suo ritratto idealizzato di profilo, e numerosi sono i rilievi che ricordano la ritrattistica imperiale romana (al già citato Duomo di Bamberga, alla distrutta Porta di Capua, eccetera). In queste opere si nota una robustezza che ricorda l'arte provinciale romana, una fluente plasticità, come nei realistici panneggi, e gli intenti ritrattistici.
La seconda corrente predominante dell'epoca, dopo quella classicista, è quella naturalistica. Lo stesso Federico II nel De arte venandi cum avibus scriveva come si dovesse rappresentare le cose che esistono così come sono (ea quae sunt sicut sunt), un suggerimento che si può per esempio riscontrare nell'originalissimo capitello attribuito a Bartolomeo da Foggia e conservato al Metropolitan Museum di New York (1229 circa). In questa opera quattro testine spuntano dagli angoli, ma la loro raffigurazione è così realistica (nelle scavature degli zigomi, nelle rughe, nelle imperfezioni fisiche) da sembrare un calco da maschera mortuaria.

### Nicola Pisano

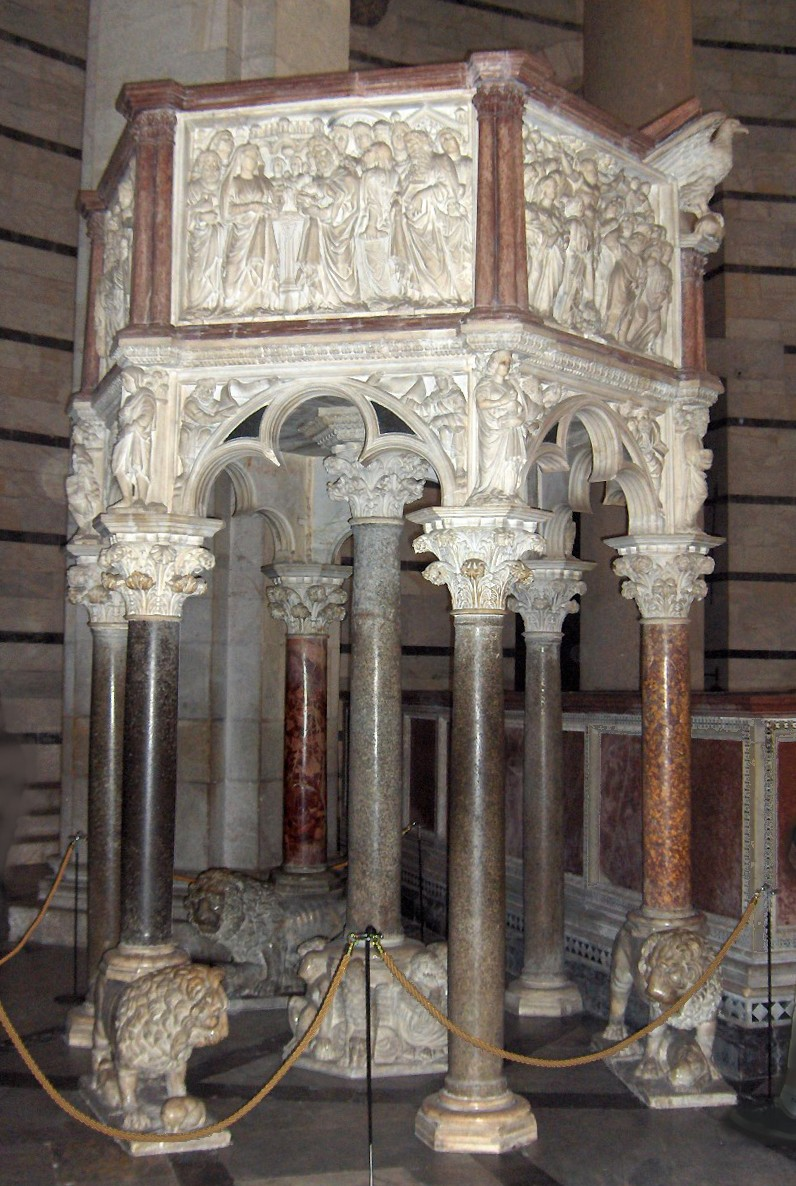
Il pulpito del Battistero di Pisa

Nicola Pisano fu per la scultura quello che Giotto, diversi decenni dopo, fu per la pittura. Nicola (1220 c.–1278 c.) fu originario forse dell'Italia meridionale e si stabilì a Pisa, dove ebbe modo di studiare approfonditamente i modelli classici offerti dai numerosi sarcofaghi antichi della cattedrale. A Pisa elaborò anche una delle sue prime opere famose, il pulpito del battistero nel quale si presenta l'innovazione di separare il pulpito dalla parete com'era tradizione toscana. Il parapetto del pulpito esagonale è composto da cinque pannelli e un vuoto, divisi da pilastrini tristili con colorazione differente, per notare meglio la divisione tra un pannello e l'altro. Sui pannelli vi sono rappresentazioni bibliche narranti vari episodi della vita di Cristo. Da notare che le raffigurazioni scolpitevi ricordano in modo particolarmente verosimigliante lo stile scultoreo greco delle figure umane.
Successiva opera di Nicola fu il pulpito del Duomo di Siena dove si nota un'evoluzione dello stile, più affollato e complesso. Fondamentali da conoscere sono due elementi: il primo è la forte collaborazione da parte della “bottega” di Nicola, presso la quale lavoravano molti apprendisti che in seguito divennero famosi e il secondo è la forma delle raffigurazioni dei pannelli. Su questi infatti vi erano raffigurazioni molto più elaborate e piene di personaggi, poiché la composizione stessa della Cattedrale era più mossa e tesa del Battistero di Pisa: Nicola creò i due pulpiti in concordanza culturale e architettonica delle due costruzioni.
Altra sua opera importantissima fu la Fontana Maggiore di Perugia, gioiello di scultura e simbolo della città medievale umbra. Nicola Pisano, insieme al figlio Giovanni, la progettò e realizzò fra il 1275 e il 1278. L'opera è un magnifico esempio di fontana medievale a bacini sovrapposti. La conca superiore è formata da 12 lati, la inferiore da 25. Su ciascun lato sono poste formelle scolpite, raffiguranti lavori agricoli, vicende storiche, mitologiche e bibliche, le arti liberali e i simboli della città e dell'impero.

### Giovanni Pisano

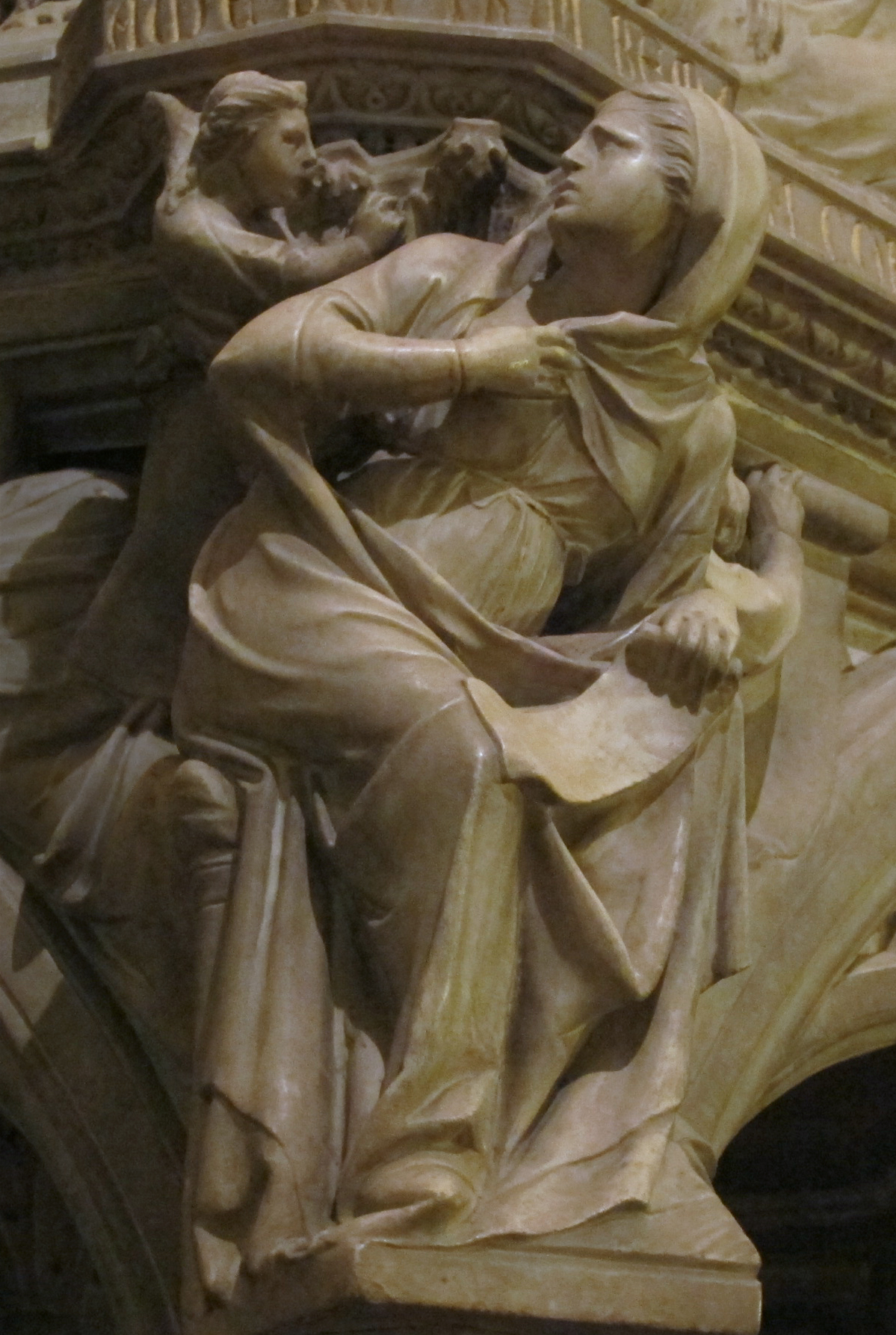
Giovanni Pisano, Sibilla e angelo, pulpito di Sant'Andrea, Pistoia

Erede della bottega paterna è Giovanni Pisano, che conclude il cantiere del battistero di Pisa, prima di entrare come capomastro per il Duomo di Siena: in entrambi i casi si occupa dell'architettura e della decorazione scultorea, spesso con l'aiuto della taglia. In queste opere lo stile di Giovanni mostra di essersi sviluppato rispetto a quello del padre, assecondando le ultime tendenze del gotico francese, verso un maggiore senso drammatico e una più elegante elaborazione formale, pur senza mai perdere d'occhio il senso della volumetria e del reale movimento (a differenza di quanto avveniva in Francia dove le figure arrivavano a smaterializzarsi in onore del ritmo delle linee). Opere come la Madonna degli Scrovegni testimoniano un risalto psicologico assente nelle coeve sculture francesi. Quando scolpisce per decori architettonici, le figure sembrano muoversi liberamente nello spazio, spezzando il primato dell'architettura, che in questo caso diviene un mero fondale.
Le opere più significative dell'artista sono comunque il pulpito di Sant'Andrea a Pistoia e il nuovo pulpito del Duomo di Pisa. Nel primo la costruzione appare più slanciata dei modelli paterni, con figure più scattanti e immediate, come nel celebre altorilievo della Sibilla che si volge di scatto, come impaurita dall'angelo che le appare alle spalle per suggerirle le rivelazioni profetiche. Nel secondo, di forma innovativamente tondeggiante, la pietra è lavorata con effetti di chiaroscuro innovativi, con le figure che sembrano emergere più o meno dal marmo con grande libertà. Qui la scultura della Temperanza e nuda e si copre come una Venus pudica.

### Arnolfo di Cambio

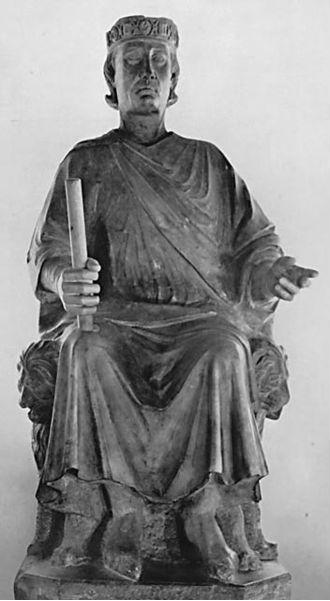
Statua di Carlo I d'Angiò, 1277 circa, Roma, Musei Capitolini

Arnolfo di Cambio si formò alla bottega di Nicola Pisano, lasciandola per recarsi a Roma e entrare al servizio di Carlo I d'Angiò. Il contatto con la corte francese del monarca può forse spiegare la particolare sintesi dell'artista, che coniuga il gusto antico, derivato dall'apprendistato sotto Nicola, con i più recenti modelli francesi, lineari ed inquieti. Già nel monumento del cardinale De Braye (1282, Orvieto, chiesa di San Domenico) il complesso è ricolto in un insieme di forme geometriche appoggiate alla parete, che divennero un modello imprescindibile per tutti i successivi monumenti funebri parietali. Architettura e statue si integrano generando un ritmo saliente, simboleggiante l'ascesa dell'anima, che aveva il suo culmine nella perduta cuspide centrale, sotto la quale si trovavano i protettori del cardinale e il cardinale stesso inginocchiato ai piedi di san Marco in adorazione della Vergine in trono, e, sotto di essi, il sarcofago con il gisant, il defunto sdraiato, il cui volto è tratto dalla maschera funebre, fatto assai originale per l'epoca.
Appare chiaro come all'esuberanza e alla ricca modulazione chiaroscurale di Nicola Pisano, Arnolfo prediligesse composizioni più essenziali, con statue più grandi e isolate, collocate nei punti focali della composizione, sull'esempio di opere gotico-radianti parigine. Da ciò ne deriva anche membrature architettoniche dai profili più puliti, dove luci e ombre staccano più nettamente.
Ad Arnolfo sono attribuiti i primi ritratti sicuramente veridici della scultura italiana, non solo di defunti, ma anche di personaggi viventi, come la Statua di Carlo I d'Angiò del 1277 circa, già in un complesso onorario in Santa Maria in Aracoeli. In questa opera il sovrano è assiso in una posa maestosa ma naturale, con un'espressione imperiosa del volto inequivocabilmente caratterizzata su una fisionomia reale.
Famosi sono anche i suoi cibori: quello di San Paolo fuori le Mura (1285), più ripido, e quello di Santa Cecilia in Trastevere (1293), più ampio, legato a un recupero della spazialità antica, pur in un'interpretazione gotica.
In seguito si recò a Firenze dove fu responsabile dei maggiori cantieri architettonici della città. Qui realizzò con la bottega, tra l'altro, alcune sculture per l'incompiuta facciata di Santa Maria del Fiore, in cui la volumentria è schiacciata in funzione dello spazio architettonico ed è presente un evidente recupero dell'arte antica, come nella Madonna della Natività sdraiata come certe figure sui sarcofagi etruschi.

### Lorenzo Maitani
Lorenzo Maitani fu architetto e scultore senese che, dopo aver lavorato al cantiere della propria cattedrale, fu chiamato a quello del Duomo di Orvieto, dove fu capomastro dal 1310 al 1330. Fu il responsabile della ricca e armoniosa facciata, arricchita da sontuosi rilievi di cui fu in parte responsabile, in particolare delle Storie della Genesi sul primo pilastro e del Giudizio finale sull'ultimo. Si tratta di opere intensamente caratterizzate psicologicamente, dove al delicato lirismo dei progenitori è contrapposta la dirmopente drammaticità dei dannati. Le sue figure si muovono su uno sfondo neutro, che è stato paragonato al fondo oro uniformne dei dipinti coevi.

### Tino di Camaino

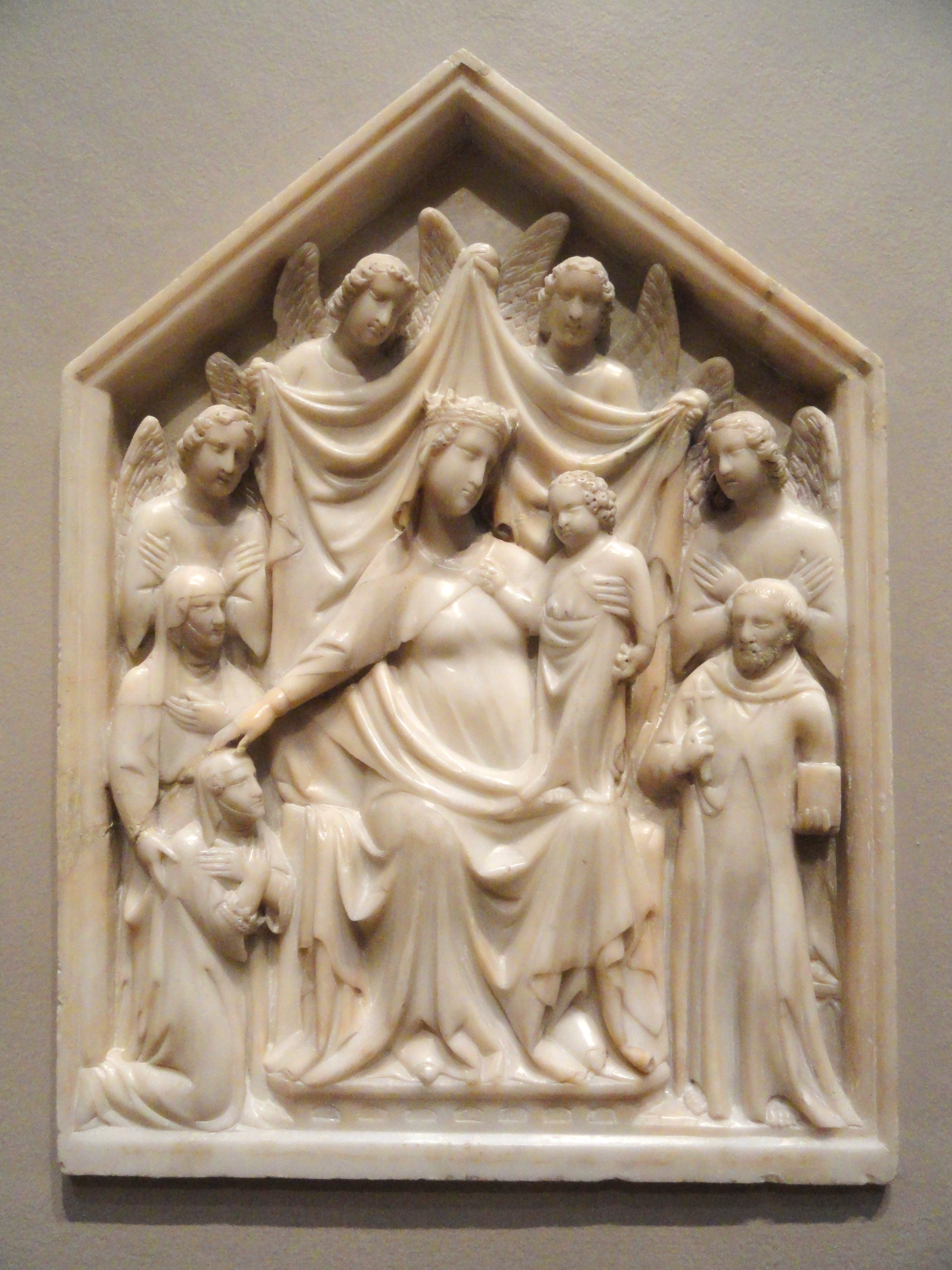
Tino di Camaino, Madonna della regina Sancia, Washington, National Gallery

Un altro grande artista senese, forse il maggior scultore dei suoi tempi, fu Tino di Camaino, attivo soprattutto fuori Siena. Dopo essere stato allievo di Giovanni Pisano e aver assimilato la lezione di Arnolfo di Cambio, visitò Pisa, Firenze e Napoli, dove si guadagnò importanti commissioni ufficiali. Alla monumentalità di Arnolfo aggiunse il gusto lineare e la veemenza di Giovanni, come si evince da opere come il ritratto di Arrigo VIII di Lussemburgo, ispirato al Carlo d'Angiò di Arnolfo ma più inquieto e dinamico, addirittura dotato di testa ruotabile su un perno. Il suo monumento funebre del cardinale Riccardo Petroni presenta un sarcofago col fronte lavorato come quelli antichi e spunti derivati dai suoi due maestri.
Nell'ultima fase della sua carriera, trascorsa a Napoli alla corte di Roberto d'Angiò, sviluppò un'astrazione formale sempre più spiccata, con opere come la Madonna della regina Sancia (1320-1340) che sembra la trascrizione in rilievo di un fine dipinto.
In quel periodo gli scultori senesi, come Goro di Gregorio, si ispirano spesso all'arte orafa, all'avanguardia rispetto a qualsiasi altra produzione e forte di temi e motivi di ispirazione transalpina, ripresi poi anche dalla pittura.

### Andrea Pisano

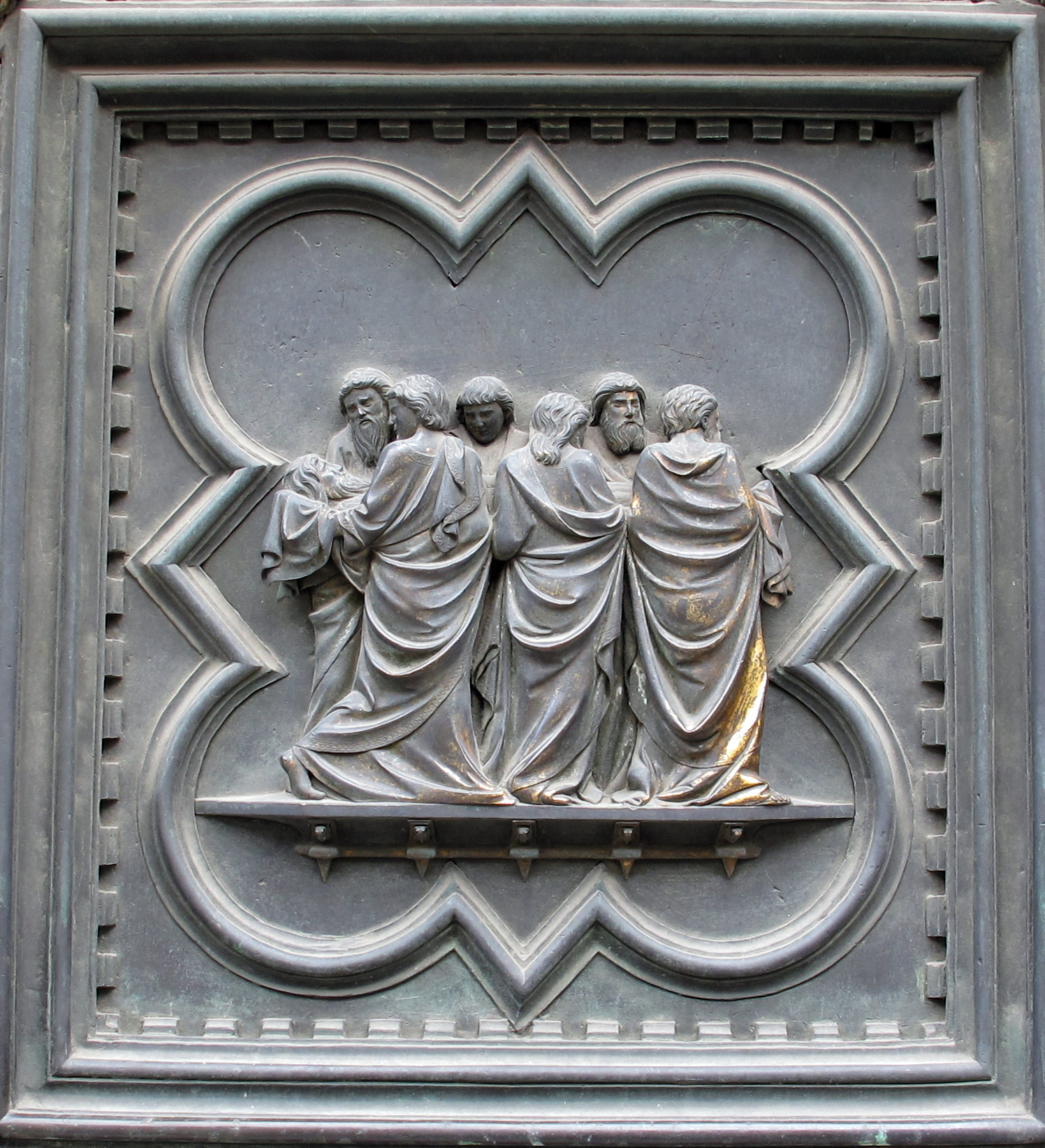
Andrea Pisano, Trasporto della salma del Battista, porta sud del battistero di Firenze

Andrea Pisano, originario di Pontedera, fu chiamato a Firenze quale esperto bronzista (a Pisa dopotutto tale arte si era mantenuta nell'opera di Bonanno Pisano e, supponentemente, dei suoi seguaci) per realizzare la porta sud del battistero con Storie di san Giovanni Battista e Virtù (1329-1336). Si tratta di un portale a formelle, come nella tradizione romanica, aggiornato a un gusto più elegante tramite l'uso di cornici mistilinee (i quadrilobi) tipicamente gotiche, in cui i personaggi si muovono entro uno spazio fondamentalmente quadrangolare. Già questo schema crea una feconda tensione lineare, accentuata ulteriormente dalle profonde falcate dei panneggi.
Lavorò anche alle formelle del campanile di Giotto, dove il tema enciclopedico della rappresentazioni delle scene bibliche, delle Virtù, dei Pianeti, delle Arti liberali e dei sacramenti è aggiornato alla specificità economica e culturale di Firenze. Ad esempio tra le Arti meccaniche (per la prima volta rappresentate in un ciclo sistematico) viene raffigurata la Tessitura, in omaggio a una delle attività più redditizie per la città. La sua opera venne continuata dal figlio Nino Pisano, che fu attivo in più centri toscani.

### Italia settentrionale
L'Italia settentrionale nel Trecento è dominata dal fenomeno delle corti, che hanno esigenze di sfoggio, legittimazione e rappresentanza del proprio potere veicolate dalle arti. A Milano, dove domina la signoria dei Visconti, la scultura si accese inizialmente con l'arrivo del pisano Giovanni di Balduccio, artefice tra il 1334 e il 1339 dell'arca di san Pietro martire nella chiesa di Sant'Eustorgio. Si tratta di un'opera ricca di rilievi e statue, ispirata all'arca di San Domenico di Nicola Pisano o al monumento Petroni di Tino di Camaino. Le parti migliori del lavoro hanno proprio quello scatto e quella grazie derivate dall'esempio di Tino, come nella serie delle Virtù. A modello si questa, a Pavia fu eretta nel 1362 l'Arca di sant'Agostino, probabilmente da maestranze campionesi o allievi di Giovanni di Balduccio.
In seguito si affermò la dinastia dei Da Campione, dei quali l'opera più significativa è il Monumento funebre a Bernabò Visconti (ante 1363), un complesso imponente dominato dal monumento equestre del duca, visivamente celebrativo, ma stilisticamente rigido.
Di tutt'altra indole sono i monumenti equestri delle Arche scaligere a Verona, sormontate dai ritratti equestri dei signori della città: la statua equestre di Cangrande della Scala (1335 circa) spicca, a differenza del monumento milanese, per la vivace espressività e il naturalismo.

### Ghiberti a confronto con Brunelleschi
A Firenze, ormai già nel periodo del gotico internazionale, vi furono degli originali sviluppi della scultura, coniugati con l'orientamento nettamente classicista della scuola locale. Dopo la crisi della seconda metà del Trecento (che si era manifestata anche in arte con opere schematiche, appiattite e senza inventiva), il Quattrocento si aprì all'insegna di un apparente periodo di stabilità e ritrovata ricchezza. In scultura la Porta della Mandorla del Duomo (dal 1391-1397) conteneva già nuovi spunti.

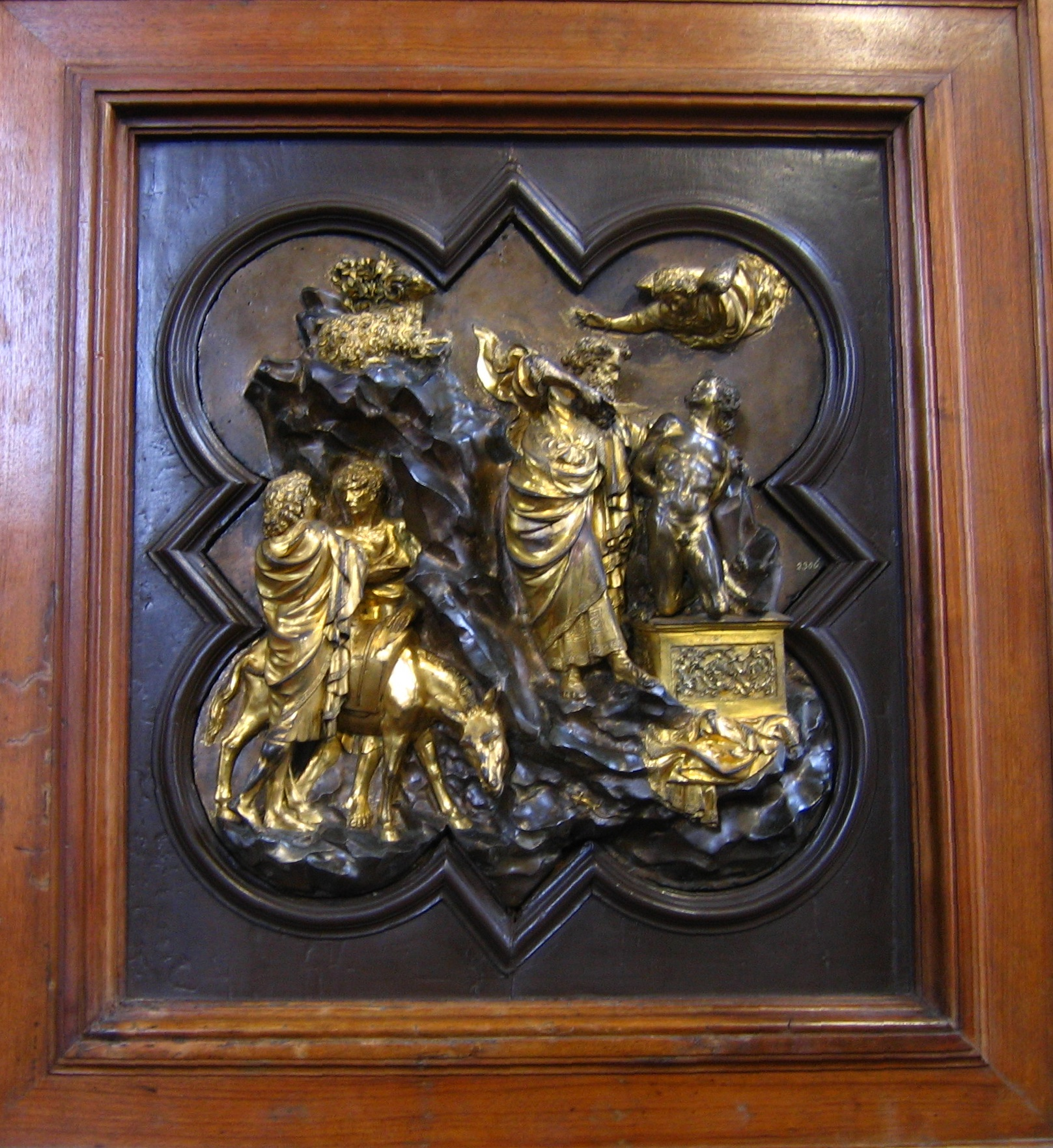
La formella di Ghiberti per il concorso del Battistero (1401)

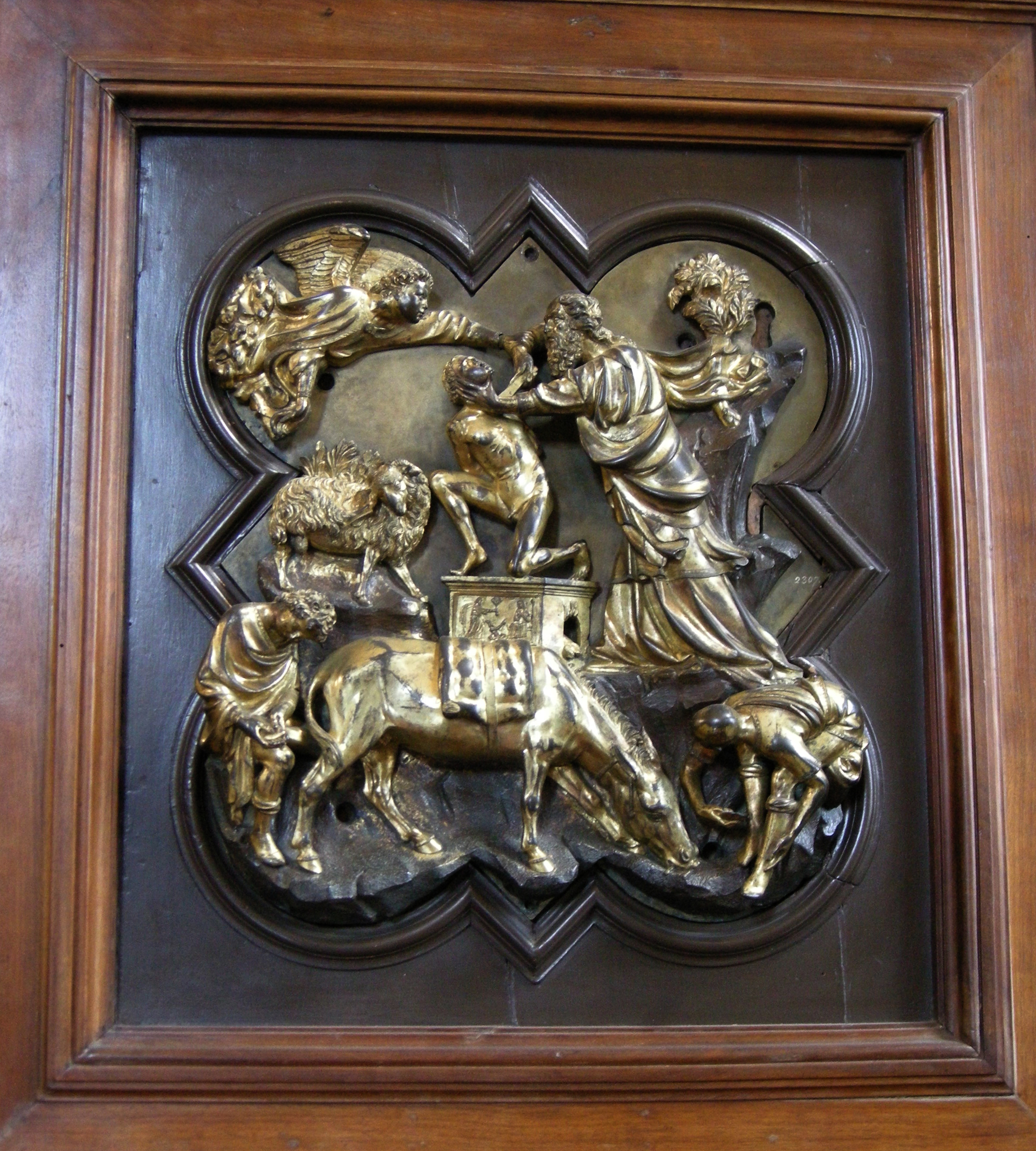
La formella di Brunelleschi per il concorso del Battistero (1401)

Una straordinaria sintesi delle due scuole di pensiero, gotica e classicista, è offerta dalle due formelle superstiti del concorso per la realizzazione della porta nord del Battistero di Firenze, fuse in bronzo rispettivamente da Lorenzo Ghiberti e da Filippo Brunelleschi ed oggi al Bargello. La prova consisté nel raffigurare un Sacrificio di Isacco entro un quadrilobo, come quelli già usati da Andrea Pisano nella porta più antica, che i due artisti risolsero in maniera molto diversa.
Ghiberti divise la scena in due zone verticali armonizzate da uno sperone roccioso, con una narrazione equilibrata, figure proporzionate e aggiornate alle cadenze del gotico. Vi inserì anche citazioni dall'antico di sapore ellenistico nel poderoso nudo di Isacco, facendo quindi una selezione tra i più stimoli disponibili in quell'epoca. L'uso dello sfondo roccioso inoltre generava un fine chiaroscuro privo di stacchi violenti (che influenzò anche lo stiacciato di Donatello).
Ben diverso fu il rilievo creato da Brunelleschi, che suddivise la scena in due fasce orizzontali, che danno l'idea di uno sfondamento in profondità per via dei piani sovrapposti: lo sfondo è piatto e le figure vi emergono con violenza. Altamente espressivo è il culmine della scena, dove linee perpendicolari creano la forte scena del coltello aguzzo fermato dall'angelo che impugna saldamente il braccio di Abramo: l'urto tra le tre volontà diverse (di Abramo, di Isacco e dell'angelo) è reso con una tale espressività da far apparire al confronto la formella di Ghiberti una pacata recitazione. Questo stile deriva da una meditazione dell'opera di Giovanni Pisano e dell'arte antica, come dimostra anche la citazione colta dello spinario, nell'angolo sinistro, o il rilievo bizantino leggermente sbalzato sulla fronte dell'altare. La vittoria spettò a Ghiberti, segno di come Firenze non fosse ancora pronta al classicismo innovativo che fu all'origine del Rinascimento, proprio in scultura prima che in pittura.